# Дудин, Пётр Маркович
Пётр Ма́ркович Ду́дин (1900 — ноябрь 1938, Тюмень) — временно исполняющий обязанности председателя Исполнительного комитета Остяко-Вогульского окружного Совета (1937—1938).

## Биография
В 1920 году вступил в ВКП(б).
27 февраля 1936 года присвоено звание «старший лейтенант государственной безопасности», в этот период работал в органах государственной безопасности Омской области.
С 16 мая 1936 по ноябрь 1938 года — начальник Остяко-Вогульского окружного отдела НКВД, одновременно с 1937 по март 1938 года — врио председателя Остяко-Вогульского окрисполкома. Состоял членом бюро Остяко-Вогульского окружкома ВКП(б); с марта 1938 оставался членом президиума окрисполкома.
Скоропостижно скончался в ноябре 1938 года в Тюмени, возвращаясь из отпуска.